# Dresden (Schiff, 1857)
Der Raddampfer Dresden wurde 1857 in der Schiffswerft Karolinenthal in Prag von der Schiffs- und Maschinenbauanstalt Ruston & Co. gebaut. Das Schiff wurde unter dem Namen  Stadt Dresden auf Kiel gelegt.

## Die Zeit nach der Indienststellung
Das Schiff wurde als Personen-Güterschiff in Dienst gestellt. An Deck standen 2 Schornsteine nebeneinander. Im Jahr 1859 wurde es in Dresden umbenannt. Im Winter 1868/69 wurde der Schiffsboden erneuert. Zwischen 1868 und 1872 war es als Schleppdampfer auf der Strecke Mělník – Hamburg im Einsatz. Im Winter 1872/73 wurde das Schiff einem Umbau unterzogen. Es erhielt einen neuen 3-Flammrohr-Kofferkessel. Ein Schornstein wurde entfernt. Nach dem Umbau war es als Personendampfer im Einsatz. Im Herbst 1878 wurde es außer Dienst gestellt und in der Werft Blasewitz abgewrackt.

## Die Dampfmaschine
Die Dampfmaschine war eine oszillierende Niederdruck-Zweizylinder-Zwillings-Dampfmaschine mit Einspritzkondensation. Die Leistung betrug 55 PSi. Gebaut wurde sie, wie auch die beiden Zwei-Flammrohr-Kofferkessel, von der Prager Schiffs- und Maschinenbauanstalt Ruston & Co. 1870/71 wurden die Maschine überarbeitet und die Zylinder ausgebohrt. Die Leistung betrug jetzt 120 PS. 1874/75 erhielt die Maschine einen neuen Oberfrahmen. Nach dem Abwracken des Schiffes erhielt die 1879 gebaute Stadt Wehlen Dampfmaschine und Kessel.

## Kapitäne des Schiffes
- Wilhelm Gaube 1858
- Carl Gottlob Thieme 1859–1865
- Ignaz Hora 1866
- W. Döppe 1867–1868
- W. Ed. Hanke 1869–1870
- Carl Friedrich Böhme 1871–1878